# 仮面ライダーアマゾン (漫画)
『仮面ライダーアマゾン』（かめんライダーアマゾン）は、石森章太郎（後の石ノ森章太郎）による日本の特撮TVドラマシリーズ及び漫画作品、また、その作中で主人公が変身するヒーローの名称。ここでは『テレビマガジン』（講談社）にて、1974年11月号から1975年3月号まで連載された石森による漫画版を扱う。全5話。同名の特撮テレビドラマと同じ原案をもとにしたタイアップ漫画であるが、原作者自身が執筆していることから、しばしば原作漫画として扱われる。もっとも当時の石森は多忙だったために下描きまでしか行っておらず、ペン入れ以降の作業は石川森彦が行っている。内容は骨子こそ特撮テレビドラマと大差はないが、児童を対象とした月刊誌の限られたページ数と、短い連載期間といった制約から全編が短縮されている。
なお、連載開始前には全7ページのカラー予告編として、石森自身が出演したノンフィクション風の南米探険ルポ記事「私は見た 怪奇青年アマゾンライダーを!」が発表された。

## 登場人物

### アマゾンと仲間たち
アマゾン（仮面ライダーアマゾン）
テレビドラマ版と異なり、日本人名は不明（予告カットではリュウ）。赤子の頃、南米アマゾン上空でのエンジントラブルによる飛行機墜落事故で親を失って、現地の原人にひとり助けられ育てられた野生児であり、長じてはバゴーによってギギの腕輪を守る使命を託され、そのための改造手術を施された青年である。その結果、体の細胞ひとつひとつが怒りによって震えると“まるで仮面ライダーのように”、超人的な身体能力を持つ異形の戦士に変身することができる。バゴーに高坂博士と会うように指示されて、貨物船に密航して日本へとやって来た。
ふだんはそれほど感情表現を露わにしない物静かな人物だが、優れた運動神経と勘の持ち主で、初めて乗ったバイク（ジャングラー）も一度で乗りこなすほどであった。変身することで獣のような嗅覚を発揮し、姿の見えない敵の位置も察知できる。また、完全に変身をせずに体の一部だけ変化させることもできるようで、鋸状の突起を右腕のみに表出させてヒョウ獣人の首を斬り落としてみせている。常に左腕に付けているギギの腕輪には、バゴーたちが守ってきたマヤ・インカの秘宝の隠し場所が書いてあり、ガガの腕輪と合わせるとその隠し場所の扉を開くカギとなる。なお、腕輪にはテレビドラマ版のような特殊能力（治癒能力や超パワーなど）は秘められていない。
バゴー
詳細は不明だが、南米アマゾンで密かに古代マヤ・インカの超科学の秘宝を守って暮らす部族の長老と思われる。テレビドラマ版と異なり、改造前のアマゾンと知己ではない。秘宝を手に入れようとする十面鬼の野望を阻止するため、ギギの腕輪を守る使命を託す若者と見込んでアマゾンを捕縛し、インカ古代科学の技術による肉体改造手術を施す。このことから秘宝とは別に、ある程度の超古代科学を継承していると思われるが、ゴルゴスが獣人を生み出したり、十面鬼となったりした技術も同様の超古代科学を元にしているかどうかは不明。はっきりとは描かれていないが、アマゾンの手術後に十面鬼の襲撃によって死亡したと思われる。
高坂マサヒコ
苗字の読みは“タカサカ”ではなく、“コウサカ”である。テレビドラマ版における岡村まさひこ。横浜港の倉庫街で偶然アマゾンと出会い、変身する姿を見て「仮面ライダーみたい」と表現した。クモ獣人から助けられて以後、大の仲良しとなる。アマゾンに対する姉の態度をからかったりするなど、少々ませている。なお、偶然にも彼の“おじ”こそがアマゾンの探していた高坂博士であった。
高坂美奈
テレビドラマ版における岡村りつ子。テレビドラマ版と異なり、アマゾンを警戒したり拒絶することはなかった。後にドラマと同様にアマゾンにお手製の上着を贈っている。
高坂博士
テレビドラマ版における高坂教授。高坂姉弟の“おじ”にあたるようだが、伯父・叔父のどちらなのかは不明。原人を調査するために南米へ探検に行った際にバゴーと出会い、ジャングラーの設計図を託される。機械でアマゾンの記憶を探っていたその最中に、ヘビ獣人に殺害される。
立花藤兵衛
高坂博士の友人。立花モータースを経営しており、高坂博士から頼まれてスーパーバイク・ジャングラーを製作していた。マサヒコと美奈が訪ねてきた時の様子からすると、ふたりとは以前からの知り合いらしい。なお、名や容姿こそ石森の執筆した漫画版『仮面ライダー』と同じであるが、同一人物であるかどうか（世界観が繋がっているかどうか）は明らかでない。
モグラ獣人
元は人間の子供であり、ゲドンによって獣人に改造されスパイをさせられていた。アマゾンと十面鬼ならびにゼロ大帝との戦いの後、どうなったかは描かれていない。

### 敵
十面鬼ゴルゴス
テレビドラマ版と異なり、最終回まで登場する。巨大な人面岩に下半身が埋まった奇怪な姿をしており、空中を自由に飛び回る。右腕に付けたガガの腕輪を守る者として選ばれながら、世界征服を夢見て、そのために古代の超科学が生み出した兵器を欲し、ゲドンを組織して反乱を起こす。その体の改造経緯は不明であり、人面岩の周囲に配された9つの顔それぞれがどのような存在なのか（テレビドラマ版のように元が人間なのかどうか）も不明で、喋るシーンもない。また、ゲドンも獣人以外の構成員は登場せず、組織としての全容は不明。
ゼロ大帝
第4回のラストカットと最終回に登場。「ガランダー帝国のゼロ大帝」と名乗ってこそはいるものの、テレビドラマ版と異なり敵組織の交代は無く、配下も登場しないためガランダー帝国の実態はさだかでない。銃火器を備えたマシンに乗って空中を自在に移動し、自らアマゾンと十面鬼の戦いに介入。アマゾンとの交渉中に乱入した十面鬼を、マシンから放ったビーム砲らしき兵器によって、一撃のもとに葬り去った。
ゴルゴスがゼロ大帝やガランダー帝国の存在を事前に知っていたのかどうかは不明。「ゴルゴスのやり方が手ぬるすぎるので自ら出向いてきた」との発言から、あるいはテレビドラマ版における“真のゼロ大帝（全能の支配者）”のように、ゲドンの上位にある存在とも考えられるが、詳細は明らかにされなかった。
なお、本人曰く名前は身につけたものを取ると姿が見えなくなる（=ゼロになる）ことに由来しているという。
獣人
クモ獣人、獣人コンドル、ヘビ獣人、ヒョウ獣人、モグラ獣人、獣人ハンミョウ、ヤギ獣人が登場する。
ただし、漫画内で具体的に名称が明示されたのは「獣人コンドル」と「獣人ハンミョウ」のみであり、その他の獣人の名称はいずれも姿から推測される便宜上のものである。

## 単行本
2001年には、『テレビマガジン』全連載分をまとめた『仮面ライダーEX』が双葉社より刊行された。この単行本には「仮面ライダー絵コンテ漫画」と、「キミは仮面ライダーをみたか?!」も併録されている。
また2012年には、カラー口絵などの一部を除き、ほぼ同じ内容のものを文庫化した『仮面ライダーアマゾン 特別ふろく①仮面ライダー絵コンテ漫画 ②キミは仮面ライダーをみたか?!』が、徳間書店より刊行されている。
2016年7月23日には、『仮面ライダーアマゾン1974 ［完全版］』が復刊ドットコムより刊行された。連載漫画の掲載当時の形での完全復刻を初め、予告編も当時のままカラーで初復刻されているほか、上述の単行本にも収録されていた「新形式絵コンテ漫画 仮面ライダー」が収録されている。